# Бисай
 Бисай  (яп. 秋川市 Бисай-Си) был городом, расположенным в западной части префекутры Айти, Япония.
1 января 1955 года село Асахи и посёлки Окоси и Имаисе слились в город Бисай. 29 февраля 2004 года впервые состоялся референдум о плюсах и минусах муниципальных слияний. 
1 апреля 2005 года город Бисай вместе с посёлком Кисогава (из уезда Хагури) слился с городом Итиномия. 
На 1 января 2004 года город имел, по оценкам, население 58197 человек, плотность 2,636.85 чел./км². Общая площадь составляла 22,01 км²